# Samsung i7500 Galaxy
De Samsung i7500 Galaxy (meestal kortweg Samsung Galaxy genoemd) is een smartphone van het Koreaanse merk Samsung. Het is de eerste telefoon van Samsung die gebruikmaakt van het opensource-besturingssysteem Android. De Galaxy werd officieel aangekondigd op 27 april 2009 en werd voor het eerst beschikbaar gesteld in juni 2009 in een beperkt aantal landen.
Er kwamen in de Galaxy-reeks meerdere opvolgers beschikbaar.

## Specificaties
De smartphone draait met een klokfrequentie van 528 MHz, heeft een Amoled-aanraakscherm met een schermdiameter van 8,1 cm en bevat 8 GB opslagruimte. De ingebouwde camera maakt foto's met 5 megapixels. Het apparaat weegt 116,7 gram.

## Galerij

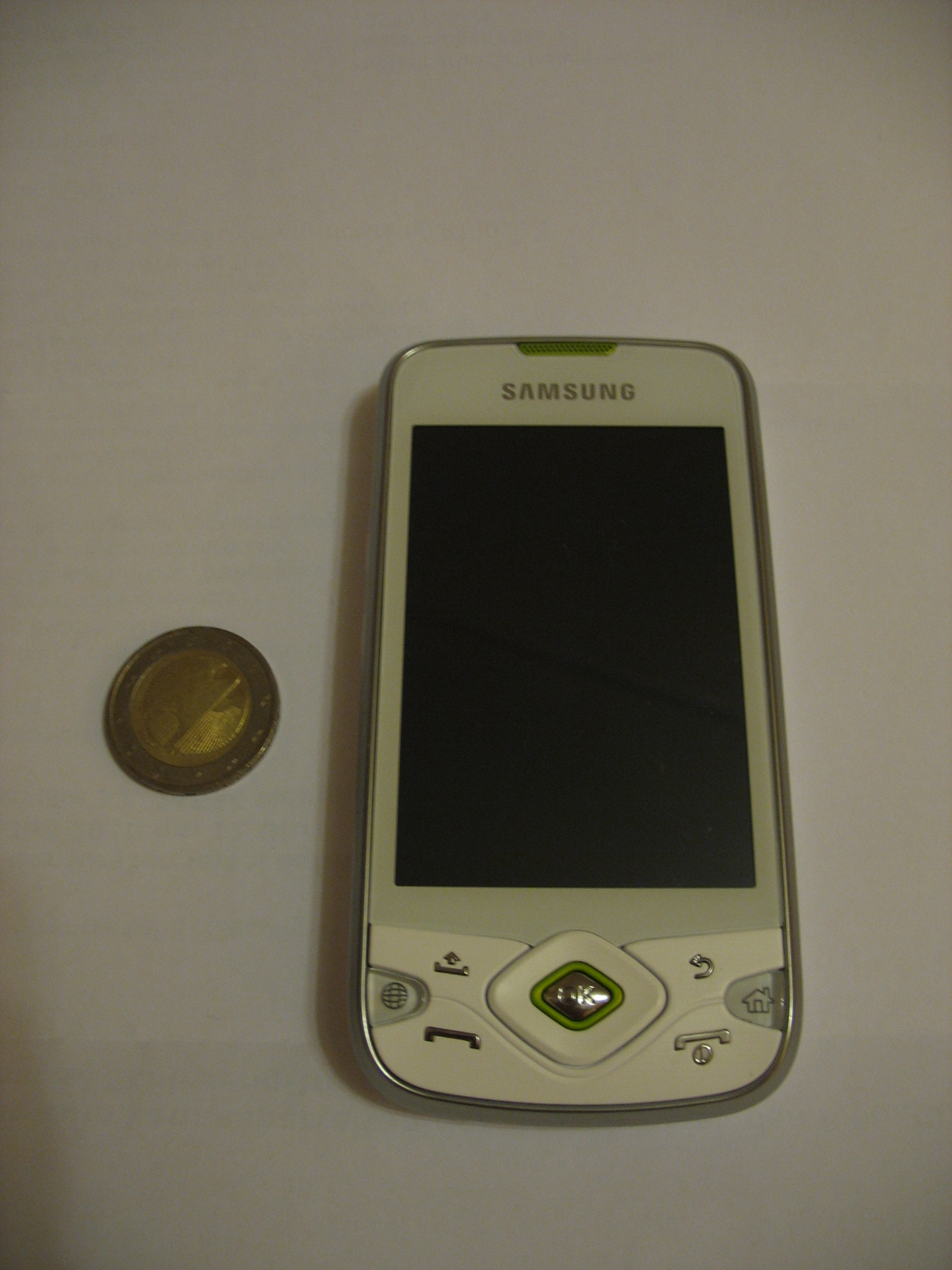
Witte Samsung Galaxy

Galaxy ·
Galaxy 3 ·
Galaxy 5 ·
Ace 2 ·
Ace plus ·
Ace ·
Beam ·
Core ·
Express ·
Fit ·
Fame ·
Gio ·
Grand ·
Mega ·
Mini ·
Nexus ·
Note ·
Note 2 ·
Note 3 ·
Player ·
Pocket ·
Pocket 2 ·
Portal ·
Prevail ·
R ·
TxT ·
Spica
W ·
Xcover ·
Y ·
Y2

A-serie:
A3 ·
A5 ·
A6 ·	
A7 ·
A8 ·
A9 ·
A00 ·
A10 ·
A20 ·
A30 ·
A40 ·
A50 ·
A60 ·
A70 ·
A80 ·
A90

S-serie:
Galaxy S ·
S Plus ·
S Advance ·
S Duos ·
S II ·
S II Plus ·
S III ·
S III Mini ·
S4 ·
S4 Mini ·
S5 ·
S5 Mini ·
S5 Plus ·
S5 Neo · 
S6 ·
S7 ·
S8 ·
S9 ·
S10 ·
S20 ·
S21 ·
S22 ·
S23 ·
S24